# Thomas Christian Tychsen
Thomas Christian Tychsen (Emmelsbüll-Horsbüll, 8 de maio de 1758 — Göttingen, 23 de outubro de 1834) foi um orientalista e teólogo luterano alemão. É conhecido por sua gramática da língua árabe de 1823.
Estudou teologia e filologia na Universidade de Kiel e na Universidade de Göttingen, seguindo por um tour educacional pela Europa: França, Espanha e Lombardia, completado com uma longa estadia em Viena. Em 1788 tornou-se professor de teologia da Universidade de Göttingen. Foi membro pleno da Academia de Ciências de Göttingen e associado a várias sociedades científicas estrangeiras.

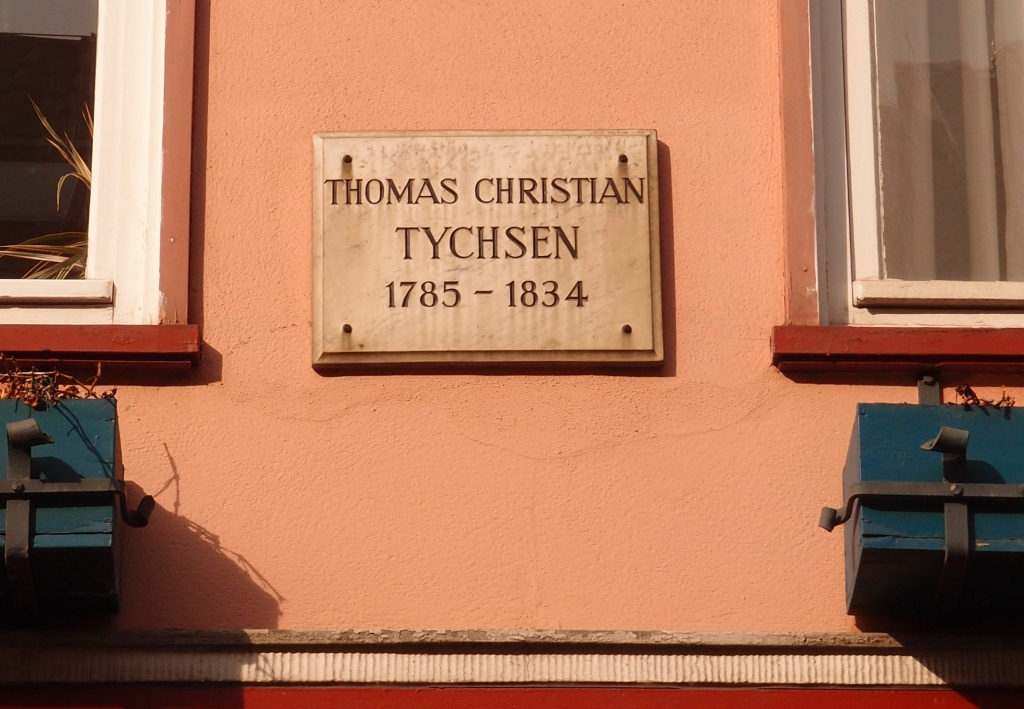
Placa comemorativa a Tychsen em Göttingen, Gotmarstraße 3

Foi autor de um livro sobre gramática árabe, Grammatik der arabischen Schriftsprache (1823), e editou obras do poeta grego Quinto de Esmirna. Dentre seus alunos mais conhecidos estão os orientalistas Wilhelm Gesenius (1786-1842) e Heinrich Ewald (1803-1875).